# إليانا جيل
إليانا جيل (بالإنجليزية: Eliana Gil)‏ هي طبيبة نفسية للأطفال ‏ أمريكية، ولدت في 24 أبريل 1948 في غواياكيل في الإكوادور.